# Бодогаја (Харгита)
Бодогаја (рум. Bodogaia) насеље је у Румунији у округу Харгита у општини Секујени. Oпштина се налази на надморској висини од 381 m.

## Становништво
Према подацима из 2002. године у насељу је живело 787 становника.

### Попис2002.
| Расподела становништва по националности 2002.‍ | Расподела становништва по националности 2002.‍ | Расподела становништва по националности 2002.‍ | Расподела становништва по националности 2002.‍ | Расподела становништва по националности 2002.‍ |
| --------------------------------------------- | --------------------------------------------- | --------------------------------------------- | --------------------------------------------- | --------------------------------------------- |
|                                               |                                               |                                               |                                               |                                               |
| Румуни                                        | Румуни                                        |                                               | 18                                            | 2,3%                                          |
| Мађари                                        | Мађари                                        |                                               | 743                                           | 94,4%                                         |
| Роми                                          | Роми                                          |                                               | 26                                            | 3,3%                                          |